# 리빙스턴과일박쥐
리빙스턴과일박쥐 또는 코모로날여우박쥐(Pteropus livingstonii)는 큰박쥐과에 속하는 박쥐의 일종이다. 왕박쥐속에 속하는 구대륙 박쥐로 인도양 서부의 코모로 앙주앙섬과 모엘리섬에서만 발견된다. 나머지 생존을 위한 위협 요인은 폭풍우와 사냥 그리고 새로운 서식지에 재적응하기 위한 싸움 등이다. 코모로에서 발견되는 종들 중에서 가장 크고 가장 희귀하다. 약 200m 이상의 모엘리섬과 500m 이상의 앙주앙섬 산지 숲을 좋아하며 리빙스턴날여우박쥐 개체군에게 가장 큰 생존 위협은 산림 파괴이다. 2003년 기준으로, 전체 개체수는 약 1,200마리로 추산되고 있다. 검은수염날여우박쥐는 리빙스턴과일박쥐의 근연종의 한 종으로 간주되었지만, 전문가들은 이 두 종이 같은 종 그룹에 속하는 지 여부에 대해 다른 견해를 갖고 있다. 알려진 아종은 없다.

## 겉모습
리빙스턴과일박쥐는 주로 검은색을 띠며 궁둥이와 배, 옆구리에 황금색 또는 황갈색 털이 드문드문 나 있다. 황금색 털의 전체 양은 개체마다 다양하며, 등 쪽 아래로 이어지는 황금색의 좁은 띠를 갖거나 어깨 위에 황금색 반점이 있고, 희미한 털이 전혀 없이 완전히 검은 색을 띠기도 한다. 날개는 검고 털이 없으며, 다리와 코 그리고 크고 둥근 귀도 마찬가지다. 구별되는 특징은 둥근 귀와 털 색 그리고 큰 눈을 가지고 있어 시력이 좋은 오렌지색 또는 붉은 색 눈이다. 몸무게는 500~800g이다. 몸길이는 약 30cm이고 날개폭은 최대 1.4m이다. 성적으로 동종 이형성을 보이지 않는다.
상대적으로 느리게 날개짓을 하며 비행하는 박쥐로 적당한 고도를 유지하기 위해서 선회 비행을 하기도 하지만, 야행성 박쥐류와는 달리 상승 온난기류를 이용하여 날개를 쓰지 않고 비행을 하기도 한다. 종횡비 6.52와 익압 25.8 N/m2의 날개를 갖고 있으며, 비행 선회 반경은 11.3m로 추산된다.

## 분포 및 서식지
리빙스턴과일박쥐는 아프리카 대륙과 마다가스카르섬 북부 사이의 코모로 군도에 있는 앙주앙섬과 모엘리섬에서만 발견된다. 모엘리섬의 해발 200m 이상과 앙주앙섬의 해발 500m 이상의 산지 숲에서 서식한다. 현존하는 모든 리빙스턴과일박쥐의 둥지는 좁은 중고도 지역에서 제한적으로 발견되고 토착종 및 고유종 나무들과 강한 연관을 갖고 있으며, 가장 큰 둥지는 울창한 수관층, 노령림에 위치하고 있다.
리빙스턴날여우박쥐는 특정 나무 종들, 특히 고유종 눅시아 프세우도덴타나(Nuxia pseudodentata)와 토착 감베야속(Gambeya) 종 나무에 둥지를 만드는 모습이 발견되며, 숲에서는 일반적으로 가파른 경사면에서 발견되고 그 다음에는 남동쪽 방향에 면하는 곳과 바람과 정오의 햇볕에서 보호되는 함몰 지형의 영구적인 수로의 계곡에서 발견된다. 현재 앙주앙섬에서는 15곳, 모엘리섬에서는 6곳 만이 존재한다.

## 습성 및 생태
포획 상태에서, 지배적인 수컷 한 마리와 번식 가능한 최대 8마리의 암컷이 함께 집단을 이룰 수 있다. 리빙스턴날여우박쥐는 낮과 밤 모두 활동적이며, 특히 밤에 주로 활동하고 오후 10시와 오전 2시 사이에 가장 활발하게 움직인다. 일반적으로 더운 날 낮 시간의 상승 온난기류를 이용하여 해질녘 몇 시간 전에 먹이를 구하기 위해 비행하며, 해가 진 이후 먹이를 먹기 시작하기 전 나무에 매달린다. 리빙스턴과일박쥐는 코모로의 2종의 토착종 과일박쥐류, 세이셸과일박쥐와 코모로루세트가 각각 수관층 중간층과 하층에서 먹이를 구하는 숲 수관층 상부에서 주로 먹이를 먹는다. 리빙스턴과일박쥐의 먹이는 과일과 꽃가루, 꽃꿀, 씨앗과 잎으로 이루어져 있다. 포획 상태에서 사냥을 하거나 나방을 먹는 모습이 관찰된 적도 있다.